# Steen Spore
Steen Marr Spore (* 27. April 1938 in Kopenhagen; † 13. August 2022) war ein dänischer Beamter. Er war von 1992 bis 1995 Reichsombudsmann in Grönland.

## Leben
Steen Spore war der Sohn des Maschinenmeisters Jørgen Spore († 1944) und der Büroangestellten Elisabeth Marr. Am 11. April 1970 heiratete er die Grönländerin Mathilde Josefsen (1942–2018).
Steen Spore besuchte das Gymnasium im Kopenhagener Stadtteil Christianshavn, das er 1958 abschloss. Von 1960 bis 1967 vollzog er eine Ausbildung zum Hotelkaufmann, bevor er Jura an der Universität Kopenhagen studierte. Er schloss das Studium 1972 ab und wurde anschließend Bevollmächtigter im Grönlandministerium, wechselte im folgenden Jahr zum Landshøvding und war später bei KANUKOKA und nach Einführung der Hjemmestyre im Jahr 1979 im Regierungssekretariat tätig. Von 1983 bis 1988 war er Bürochef bei der Regierung. Von 1988 bis 1992 war er Bürochef der Reichsombudsschaft in Grönland, bevor er am 1. August 1992 selbst zum Reichsombudsmann ernannt wurde, was er bis zu 1. Juli 1995 blieb.
Steen Spore war Ritter 1. Grades des Dannebrogordens. Er starb 2022 im Alter von 84 Jahren.